# William Marshall (zoologo)
William Marshall (Weimar, 1845 – Lipsia, 1907) è stato uno zoologo tedesco.
Docente all'università di Lipsia dal 1885, fu autore di vari trattati di divulgazione scientifica su Uccelli ed Invertebrati.